# Allyl

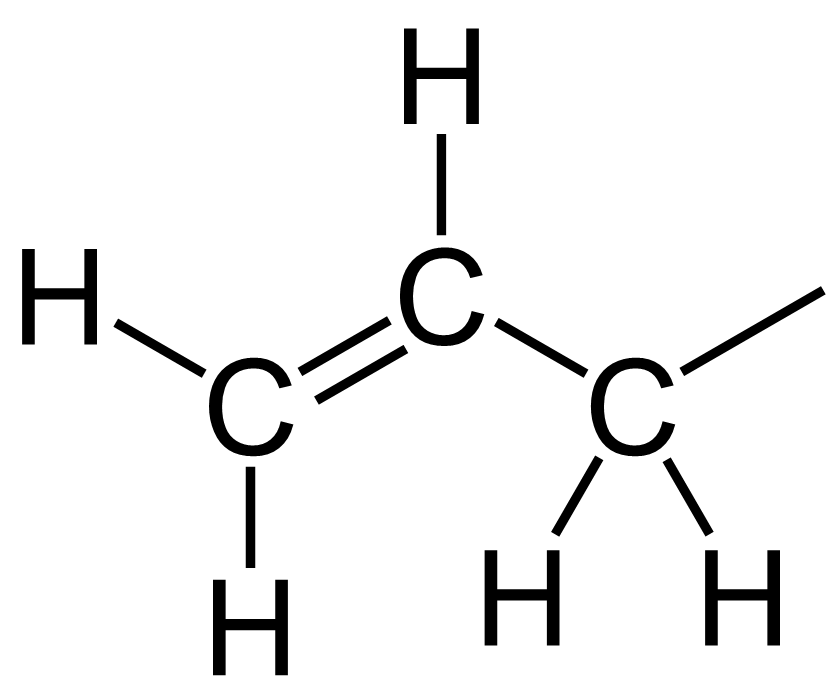
Strukturní vzorec allylové skupiny

Allyl (allylová skupina, též alyl, alylová skupina, systematický název prop-2-en-1-yl) je hydrofobní alkenylovou funkční skupinou.
Vzniká odtržením jednoho atomu vodíku z molekuly propenu (propylenu), a to od uhlíku, který se neúčastní dvojné vazby. Skládá se z vinylové skupiny a methylenu.

## Příklady sloučenin
Mezi sloučeniny obsahující allylovou skupinu patří např. kyselina krotonová (butenová, obsahuje ještě karboxylovou skupinu) nebo anetol, eugenol či estragol.